# Sã qui turo zente pleta

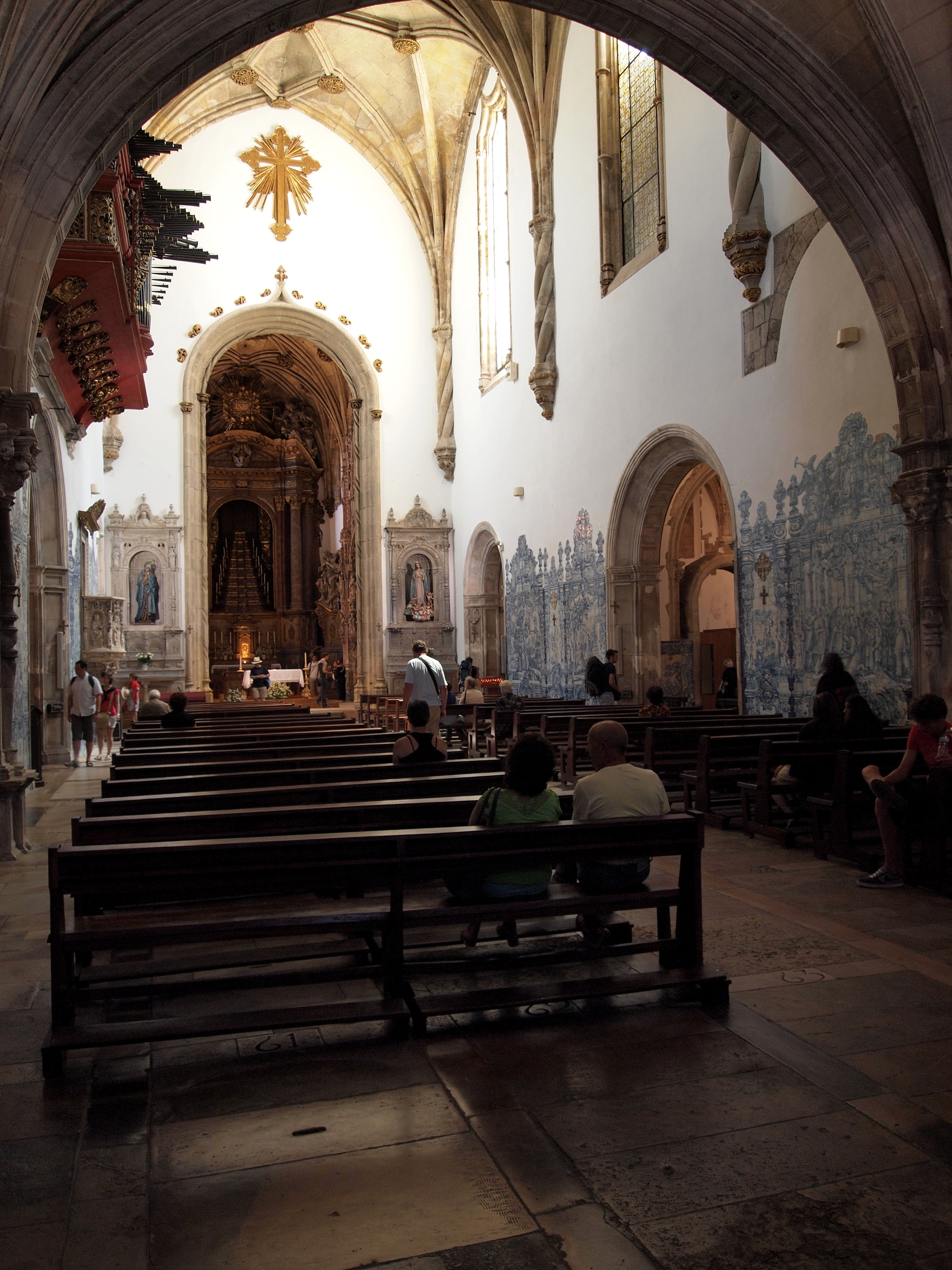
Interior da Igreja do Mosteiro de Santa Cruz de Coimbra, a origem deste vilancico negro.

"Sã qui turo zente pleta" é um vilancico negro português anónimo, escrito por volta de 1643. Originalmente destinava-se à celebração religiosa do Natal. Chegou aos nossos dias através de um único manuscrito (MM 50) na Biblioteca Geral da Universidade de Coimbra, proveniente do Mosteiro de Santa Cruz de Coimbra.
Após a sua redescoberta e publicação tem gozado de grande popularidade nacional e internacional.

## Letra
O texto da obra está escrito numa imitação do português falado por um grupo de escravos africanos. Estes, seguindo uma estrutura comum nos vilancicos étnicos, identificam a sua proveniência e propósito no início da composição. Dizem ser escravos negros da Guiné e estão preparados com diversos instrumentos musicais para celebrar o nascimento do Menino Jesus, o Emanuel:
| “ | Sã qui turo zente pleta, turo zente de Guine, he he he. Tambor flauta y cassaeta, y carcave na sua pé, he he he. Vamos o fazer huns fessa, o menino Manué, he he he. | ” |

De seguida, eclode uma acesa discussão, em que cada um dos escravos incentiva outro a cantar; A intervenção de um dos negros termina-a:
| “ | — Canta Bacião! — Canta tu Thomé! — Canta tu Flansiquia! — Canta tu Caterija! — Canta tu Flunando! — Canta tu Resnando! — Oya, oya, turo neglo hare cantá! | ” |

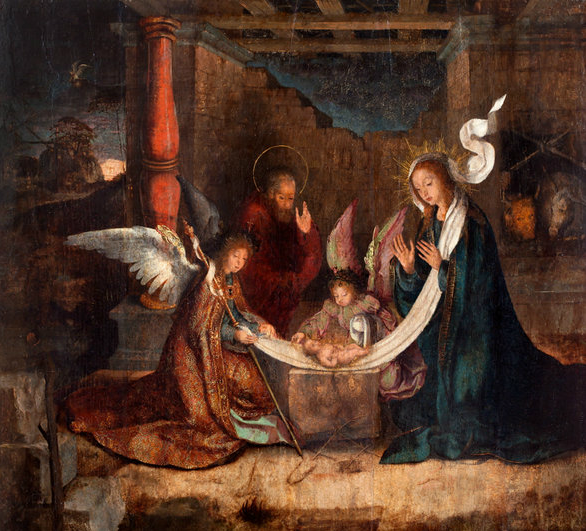
Natividade, discípulo de Grão Vasco, 1520 - 1535. Este vilancico foi escrito para a celebração do Natal.

Depois, chega finalmente a festa. Celebram a liberdade recebida, tocando, dançando e cantando, dando vivas a Maria, José e Jesus:
| “ | Ha! cantamo e bayamo, que forro ficamo. Ha! tanhemo y cantamo, Ha! frugamo y tanhemo, Ha! tocamo pandero, ha flauta y carcavé. Ha! dizemo que biba; biba mia siola y biba Zuzé! — Anda tu, Flancico, bori mo esse pé! Biba esse menino que mia Deuza he; biba Manué! | ” |

A letra termina com uma última saudação ao Menino Emanuel, louvando o seu nascimento e a sua missão: há de morrer para libertar (alforriar) os cativos:
| “ | Nacemo de huns may donzera huns rey, que mia deuza he. Que ha de forra zente pleta que cativo he. Dar sua vida por ella que su amigo até moré. | ” |

## Música
A melodia do vilancico apresenta propositadamente reminiscências da música tradicional africana. É um vilancico a 8 vozes.

## Gravações
- 1975 — Festival of Early Latin American Music. Roger Wagner Chorale. Eldorado S-1. Faixa 5: "Sã qui turo zente pleta".[7]

- 1988 — Matinas do Natal - Responsórios e vilancicos dos séc. XVI - XVII. Coral Vértice. EMI. Faixa 10: "Sã qui turo zente pleta".[8]

- 1996 — Native Angels. SAVAE. Iago Records. Faixa 3: "Sã qui turo zente pleta".[9]

- 2001 — La Mar de la Musica. Vozes Alfonsinas. EMI-Classics. Faixa 19: "Sã qui turo zente pleta".

- 2002 — ¡Iberia!. The Waverly Consort. Faixa 16: "Sã qui turo zente pleta".[10]

- 2003 — Christmas with Chanticleer (DVD). Chanticleer. Faixa 4: "Sa aqui turo zente pleta".[11]

- 2006 — A Celebration of Hispanic Music. Santa Fe Desert Chorale. Clarion. Faixa 15: "Sã qui turo zente pleta".[12]

- 2006 — Los impossibles. L'Arpeggiata e The King's Singers. Naïve. Faixa 1: "Sã qui turo".[7]

- 2007 — Vilancicos negros do século XVII. Coro Gulbenkian. Portugaler. Faixa 1: "Sã qui turo zente pleta".[13]

- 2014 — Misa Criolla and popular devotion in Early Music. Adrián Rodríguez Van der Spoel. Cobra Records. Faixa 9: "Sã qui turo zente pleta".[14]

- 2016 — Nova Europa. Secunda Pratica. Centre culturel de rencontre d’Ambronay. Faixa 21: "São qui turo".